# Plage de Benajarafe
La Plage de Benajarafe est une plage de Vélez-Málaga, dans la Costa del Sol de la province de Malaga, Andalousie en Espagne. Il s'agit d'une plage semi-urbaine de sable obscur et de houle modérée située dans la commune de Benajarafe. Elle a environ 1 600 mètres de longueur et 30 mètres de large moyen. C'est une plage d'occupation moyenne et avec seulement des services basiques.